# Perlodinae
Perlodinae, potporodica kukaca obalčara dio porodice Perlodidae. Sastoji se od tri tribusa i roda Neowuia Li & Murányi, 2017, čija pripadnost tribusu još nije ustanovljena
Potporodica je raširena po gotovo cijeloj Euroaziji i Sjevernoj Americi, te u sjevernoj Africi (Alžir)

## Tribusi
1. Arcynopterygini Ricker & Scudder, 1975
2. Diploperlini Stark & Szczytko, 1984
3. Perlodini Klapálek, 1909